# Brazos River
Der Brazos ist der zweitlängste Fluss im US-Bundesstaat Texas.
Er entspringt 100 km nördlich von Abilene und mündet nach 2060 km bei Freeport (90 km südlich von Houston) in den Golf von Mexiko.

## Name
Der Name des Flusses stammt von dem spanischen Ausdruck „Los brazos de dios“, was so viel wie „die Arme Gottes“ bedeutet. Möglicherweise war damit das erste trinkbare Wasser nach einer Durchquerung der Wüste Llano Estacado gemeint.

## Wirtschaft
Nördlich von Waco ist der Brazos zur Stromerzeugung dreimal aufgestaut und bildet die Seen Possum Kingdom Lake, Lake Granbury und Lake Whitney.

## Orte am Brazos
- Seymour, Graham, Palo Pinto, Mineral Wells
- Granbury, Glen Rose, Waco, Marlon
- Bryan, Navasota, Hempstead, Brazoria